# Shueyville
Shueyville è una city della contea di Johnson, Iowa. Al censimento del 2010, la città contava 577 abitati e una superficie di 4,64 km² (1,79 mi²).